# Řád svatého Michala

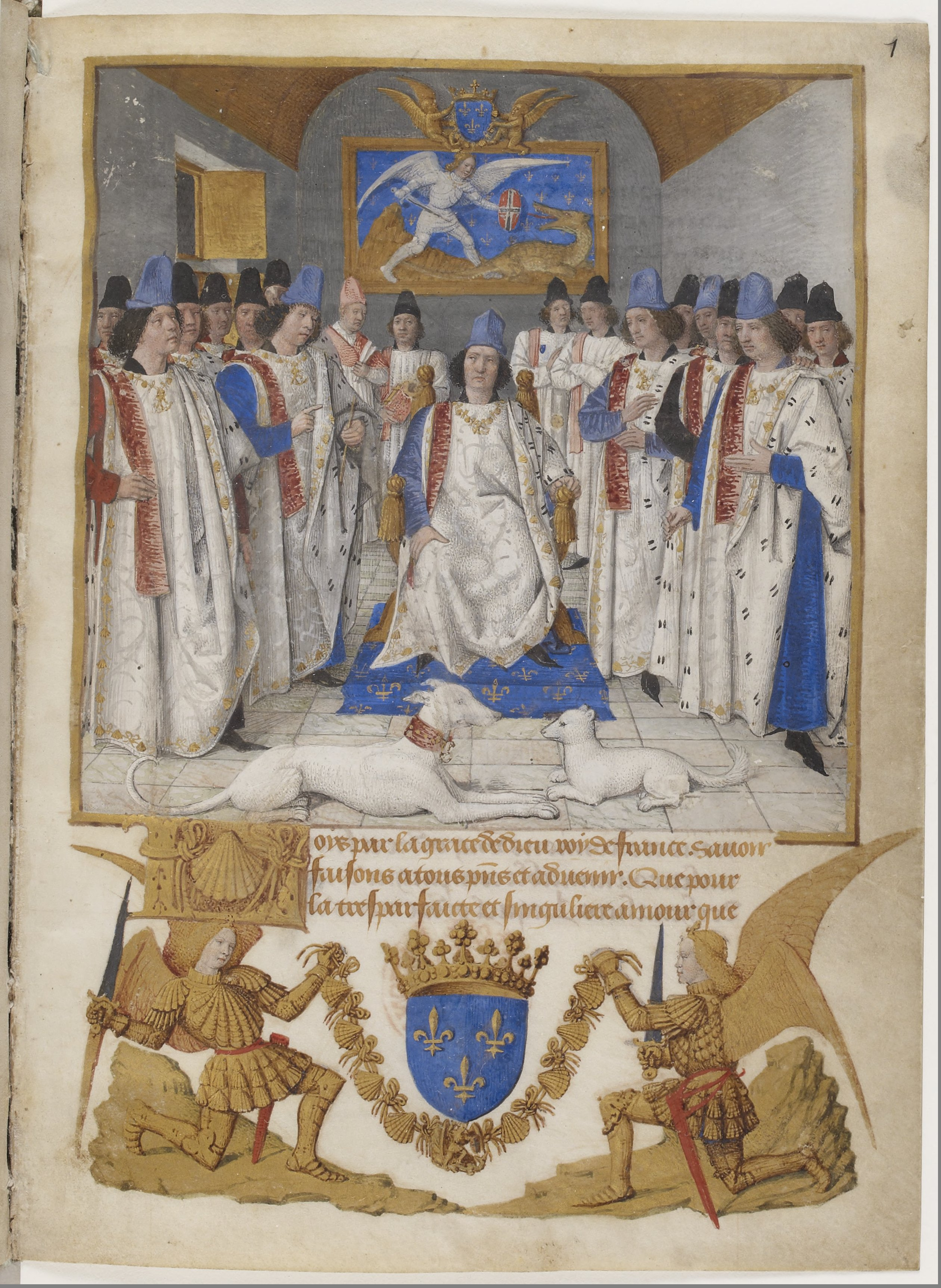
Titulní stránka řádových stanov, malováno Jeanem Fouquetem

Řád svatého Michala (francouzsky: Ordre de Saint-Michel) byl rytířský řád a nejstarší francouzské vyznamenání. Založil jej roku 1469 francouzský král Ludvík XI. jako odpověď na burgundský Řád zlatého rouna. Cílem řádu bylo zvýšil loajalitu členů ke králi. Až do založení řádu Sv. Ducha byl nejvyšším francouzským řádem.

## Historie
Původně měl řád pouze 31 členů včetně krále, později byl počet zvýšen na 36. Členy byli zejména příslušníci královské rodiny, nejmocnější šlechtici a několik zahraničních princů. Postupem času se řád stal méně výběrovým a roku 1565 byl počet členů zvýšen na 50. Za Jindřicha III. dostoupila inflace vrcholu a řád měl 700 členů, úměrně k tomu poklesla prestiž řádu.
Na řádové slavnosti se nosil oděv, který tvořil bílý damaškový kabátec vyšívaný na lemu zlatem a lemovaný hermelínem, nošený přes dlouhé šaty, dále červená karkule, jejíž roh měl viset přes rameno. Když král Ludvík XVI. zavedl oděv řádu svatého Ducha (1766), doplnil také slavnostní oděv řádu svatého Michaela o plášť, kalhoty, černou vestu a černý klobouk ozdobený černým a modrým peřím.

## Dedikace řádu
Řád byl zasvěcen archandělovi Michaelovi a proto byl odznakem řádu archanděl bojující s drakem. Za krále Ludvíka XIV. byl dosavadní odznak nahrazen bíle a modře smaltovaným maltézským křížem se čtyřmi královskými liliemi. 
Původně odznak visel na zlatém řetězu s mušlemi a dvojitými uzly, později se nosil na krajkové nebo černé stuze kolem krku. Podle vyobrazení ze 17. století náležel k řádu slavnostní límec. 
Řád měl jen jednu třídu.

## Zrušení
Řád byl zrušen roku 1830, ale zůstal dynastickým řádem španělských pretendentů na francouzský trůn a je zřídkavě udělován dodnes.